# 大耳無尾蹄蝠屬
大耳無尾蹄蝠屬（学名：Paracoelops），哺乳綱、翼手目、菊頭蝠科的一屬，而與大耳無尾蹄蝠屬（大耳無尾蹄蝠）同科的動物尚有金蹄蝠屬（金蹄蝠）、波斯葉鼻蝠屬（波斯葉鼻蝠）、蹄蝠屬（三叉蹄蝠）、無尾蹄蝠屬（無尾蹄蝠）等之數種哺乳動物。

## 下属物种
- 大耳无尾蹄蝠 (漏斗耳蝠) - Paracoelops megalotis (Vietnam leaf-nosed bat)